# Bay Village
Bay Village és una ciutat del Comtat de Cuyahoga a l'estat d'Ohio. Segons el cens del 2000 tenia 16.087 habitants.

## Demografia
Segons el cens del 2000, Bay Village tenia 16.087 habitants, 6.239 habitatges, i 4.685 famílies. La densitat de població era de 1.341,5 habitants/km².
Dels 6.239 habitatges en un 0% hi vivien nens de menys de 18 anys, en un 65,8% hi vivien parelles casades, en un 7,1% dones solteres, i en un 24,9% no eren unitats familiars. En el 22,1% dels habitatges hi vivien persones soles el 9,6% de les quals corresponia a persones de 65 anys o més que vivien soles. El nombre mitjà de persones vivint en cada habitatge era de 2,55 i el nombre mitjà de persones que vivien en cada família era de 3,01.
Per edats la població es repartia de la següent manera: un 0% tenia menys de 18 anys, un 4,4% entre 18 i 24, un 26,4% entre 25 i 44, un 29% de 45 a 60 i un 14,4% 65 anys o més.
L'edat mediana era de 41 anys. Per cada 100 dones de 18 o més anys hi havia 88,9 homes.
La renda mediana per habitatge era de 70.397 $ i la renda mediana per família de 81.686 $. Els homes tenien una renda mediana de 61.057 $ mentre que les dones 36.061 $. La renda per capita de la població era de 35.318 $. Aproximadament el 2% de les famílies i el 3,1% de la població estaven per davall del llindar de pobresa.

## Poblacions properes
El següent diagrama mostra les poblacions més properes.